# Frosch

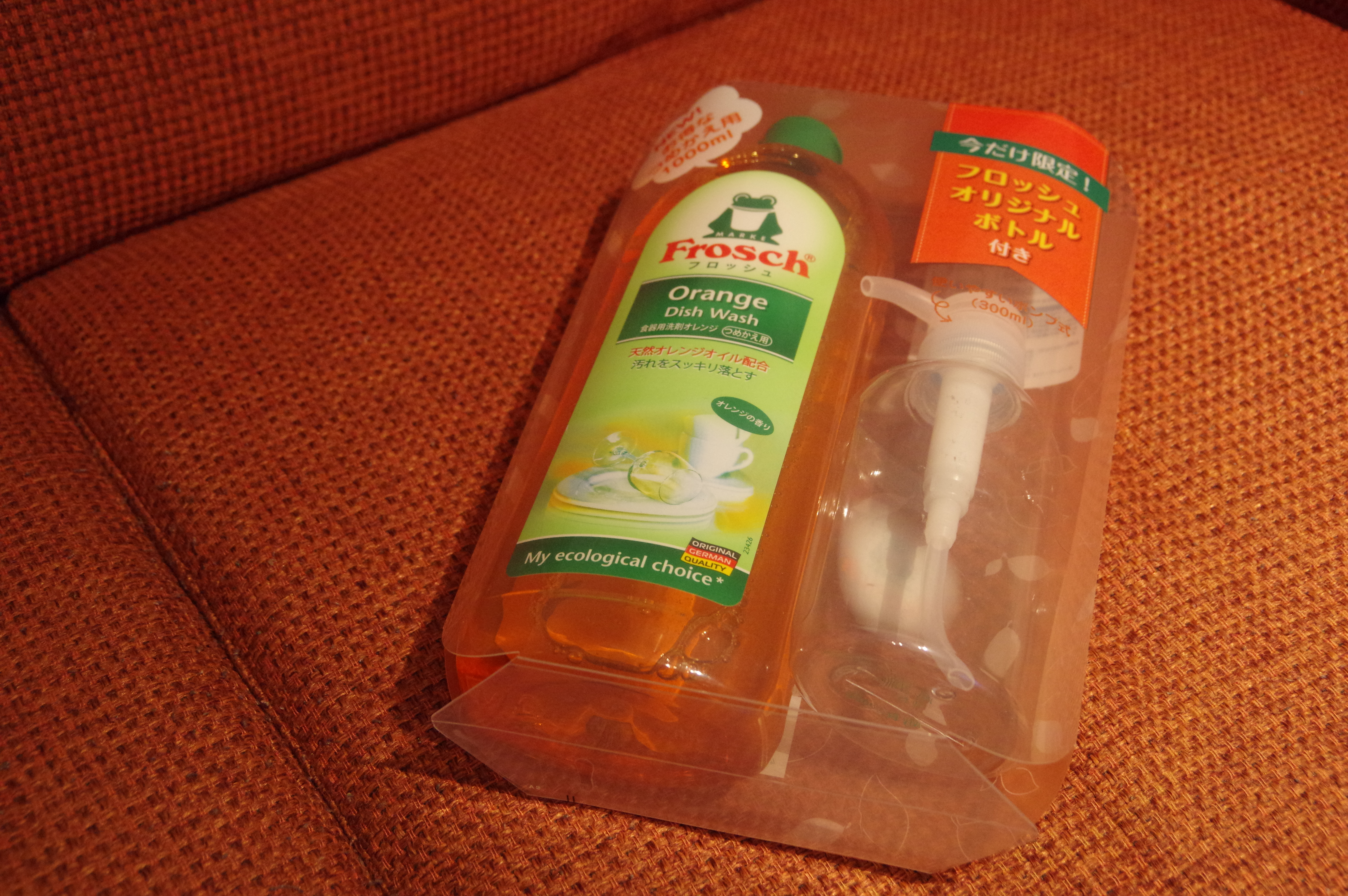
洗潔精

Frosch是德国家庭清洁用品开发商Werner & Mertz旗下的一個清潔用品品牌，於1986年開始推出。Frosch在德語中意為青蛙。该品牌在法国也被称为Rainett，該詞源自於法國的一種青蛙Rainette。